# Charles de Luxembourg
Pour les articles homonymes, voir Charles de Luxembourg (2020) et Charles de Luxembourg (évêque de Laon).
Titre
Conseiller d'État du Luxembourg
24 mars 1969 – 26 juillet 1977
(8 ans, 4 mois et 2 jours)
Le prince Charles de Luxembourg, né au château de Colmar-Berg le 7 août 1927 et mort à Pistoia le 26 juillet 1977, est le fils cadet de la grande-duchesse Charlotte de Luxembourg et du prince Félix de Bourbon-Parme. Il est l'oncle de l'actuel grand-duc Henri.

## Biographie
Il a étudié au Collège Jean-de-Brébeuf de Montréal, au Collège Saint-Charles-Garnier de Québec et à la Loyola School de New York.
Il meurt d'une crise cardiaque le 26 juillet 1977 à Pistoia et est inhumé dans la crypte de la cathédrale Notre-Dame de Luxembourg.

## Mariage et descendance
Il épouse le 1er mars 1967 une héritière et roturière américaine Joan Douglas Dillon (née à New York le 31 janvier 1935) issue d'une famille de financiers, propriétaires du cru classé Château Haut-Brion. Son frère, le grand-duc Jean de Luxembourg, fait publier le 16 février 1967 un décret autorisant l'union et la déclarant dynaste,.
Le couple a deux enfants, portant respectivement les titres de princesse et prince de Luxembourg, princesse et prince de Nassau, avec prédicat d'altesse royale :
- la princesse Charlotte Phyllis Marie de Luxembourg (née le 15 septembre 1967 à New York), épouse le 26 juin 1993 Marc-Victor Cunningham (né le 24 septembre 1965 à Harrogate), dont trois fils.
- le prince Robert Louis François Marie de Luxembourg (en) (né le 14 août 1968 au château de Fischbach), épouse le 29 janvier 1994 Julie Elizabeth Houston Ongaro (née le 9 juin 1966 à Louisville), dont :
  - la princesse Charlotte Katherine Justine Marie, princesse de Nassau (née le 20 mars 1995 à Boston), épouse civilement à Gstaad en janvier 2025 et religieusement le 24 mai 2025, Mansour Shakarchi (né en 1997 à Genève), fils de Marwan Shakarchi et Tanja Frick[5];
  - le prince Alexandre Théodore Charles Marie, prince de Nassau (né le 18 avril 1997 à Aix-en-Provence) ;
  - le prince Frederick Henri Douglas Marie, prince de Nassau (né à Aix-en-Provence le 18 mars 2002 et mort le 1er mars 2025 à Paris)[6],[7].

En 1978, sa veuve se remarie avec Philippe de Noailles (1922-2011), 8e duc de Mouchy.

## Titulature
- 7 août 1927 – 26 juillet 1977 : Son Altesse Royale le prince Charles de Luxembourg, prince de Nassau, prince de Bourbon-Parme.